# 湖南省人事厅
湖南省人事厅曾是中华人民共和国湖南省人民政府主管人事工作的组成部门，2010年与湖南省劳动和社会保障厅合并组成湖南省人力资源和社会保障厅。

## 机构设置

### 内设机构
- 办公室
- 人事处
- 教育培训处
- 综合督查处
- 公务员管理处
- 行政机构编制处
- 事业机构编制处
- 事业单位登记管理处
- 专业技术人员管理处
- 工资福利与离退休工作处
- 法规规划与人事争议仲裁处
- 军转干部安置与流动调配处
- 直属机关党委
- 驻厅纪检组监察室

### 直属机构
- 湖南省外国专家局
- 人事考试院
- 专家服务中心
- 人才流动服务中心
- 人事编制信息中心
- 工资统发审核中心
- 国际人才智力交流协作中心
- 转业军官培训与自主择业转业军官管理服务办公室